# Leila Cherkaoui
Pour les articles homonymes, voir Cherkaoui.
Leila Cherkaoui, née en 1962 à Casablanca, est une artiste plasticienne (peintre et sculptrice) marocaine.

## Biographie
Née à Casablanca en  1962, l’artiste peintre Leila Cherkaoui évolue dans son espace « Atelier de Création », en menant un travail passionnant  de recherche sur la vie des formes et la profondeur de la couleur. Les arcades, les ruelles, les silhouettes des êtres humains révèlent la force tranquille de l’artiste et portent un regard intérieur sur nos racines et nos sources d’appartenance. Son langage expressif est  riche en termes de recherche et de créativité. Le vocabulaire plastique se décompose en tâches chromatiques et figures ouvertes qui, par leur effet de perspective, multiplient les effets de profondeur...
Elle compte à son actif de multiples expositions collectives et individuelles au Maroc et à l’étranger ponctuant une démarche et un parcours d’une grande richesse.  Son cheminement artistique singulier ne la met dans le sillage de personne sinon de son propre monde intérieur et de son existence. Elle occupe en cela une place originale dans la constellation des arts plastiques au Maroc. 

## Œuvre
L'œuvre de Leila Cherkaoui est inspirée par les constructions anciennes et les architectures traditionnelles. Certains voient dans ses peintures des médinas et des lieux de culte avec des personnages esquissés qui déambulent entre des arcatures d’ombre et de lumière, dont on retrouve les formes dans ses sculptures.
Son style peut être qualifié d'expressionnisme abstrait. Du point de vue de l'artiste, sa « peinture vacille entre la nouvelle figuration et l'expressionnisme abstrait ».

## Expositions
- 1990  : « Atelier de Création »
- 1992 : « Atelier de Création »
- 1999 : « Atelier de Création »
- 2005 : « Traces de lumière 1 » à l’Atelier de Création, Casablanca.
- 2006 : « Traces de lumière 2 » inaugurée par Sa Majesté le Roi Mohammed VI à l’Espace « Bchar Khir », Hay Mohammadi, Casablanca.
- 2007 : « Traces de lumière 3 » à l’Atelier de Création, Casablanca.
- 2008 : « Regard intérieur » à la Galerie de l’institut Cervantès, Casablanca.
- 2009 : 
  - « Itinéraires » avec la Fondation Cultures du Monde en collaboration avec la Fondation ONA au siège de la Fondation du Roi Abdoul Aziz Al Saoud, Casablanca.
  - « Exposition » au Musée du château de Tournon, France.
  - « Emotions Partagées » à l’atelier du Comité monégasque de l’AJAB de l’UNESCO, Monaco.

- 2010 : 
  - « Reflets » à l’hôtel Tour Hassan, Rabat.
  - « The Architecture of Environmental Landscapes, Within and Without », Art gallery de l’Université de Nouvelle Angleterre, État du Maine.

- 2011 :
  - « Rêver avec Leila » au Centre Culturel Français de Rabat.
  - « Parcours d’Artistes » 11e édition du organisée par la Délégation Wallonie-Bruxelles au Maroc, Rabat.

- 2012  :
  - « Mémoire du temps » à Bab Rouah, Ministère de la Culture, Rabat.
  - « Mémoire du lieu » à la galerie Abou Inan de la Fondation du Groupe Crédit Agricole du Maroc pour les Arts et le Patrimoine Rural.
  - « Galerie Mine d’Art », Casablanca.

- 2013 :
  - « Biennale d’Art » cinquième édition à Saint-Germain-en-Laye au Manège royal, France.
  - « Nuances » Villa Rossi de Lucca (Toscane-centre) en Italie, la deuxième édition de « Come to my home ».
  - « Deuxième Salon National d’Art Contemporain », Forum de la culture, Casablanca.
  - « Come to my home »

- 2014 :
  - « Syri-Arts »
  - « Souffle Mystique» à Dar Takafa, Bejaad.
  - « La nuit des Galeries », Atelier de Création, Casablanca.
  - « Harmonia I », Forum de la culture (ex. Cathédrale Sacré-Coeur), Casablanca.
  - « Mine de sel », Mohammedia.

- 2015 :
  - « 50 ans de peinture », Médiathèque de la Mosquée Hassan II, Casablanca.
  - « 50 ans de peinture », Musée de la Palmeraie, Marrakech.
  - « Arkane Afrika », Forum de la culture (ex. Cathédrale Sacré-Cœur), Casablanca.
  - « Harmonia II », Forum de la culture (ex. Cathédrale Sacré-Cœur), Casablanca.
  - « Parfums d’Andalousie », Prestigia Golf, Casablanca.
  - « Festival de Settat des Arts Plastiques ».
  - « Parfums d’Andalousie », Mechouar, Habous, Casablanca.
  - « Spiritual Bridge » Galleria Umberto Mastroianni, Rome.
  - « Résidence Villard de Lans », Grenoble.

- 2016 :
  - « Écologie » installation 3 à la cathédrale du Sacré-Cœur à Casablanca.
  - « Exposition Rêve Africain », à la galerie nationale du Sénégal, Dakar.
  - « Signe sans Signe » Exposition à l’espace Hypérion de Gibraltar.
  - « Tempérance » COP 22 Marrakech, Espace vert.

- 2017 :
  - « voyage... Signe sans signe », Université internationale Menéndez Pelayo, Espagne.
  - « voyage... Signe sans signe » Galerie de la mairie de Torremolinos, Espagne.
  - « voyage... Signe sans signe » Espace au palais des congrès, Torremolinos, Espagne.